# Astragalus sikokianus
Astragalus sikokianus är en ärtväxtart som beskrevs av Takenoshin Nakai. Astragalus sikokianus ingår i släktet vedlar, och familjen ärtväxter. Inga underarter finns listade i Catalogue of Life.